# ليندا هاغلوند
ليندا هاغلوند (بالسويدية: Linda Haglund)‏ هي عداءة سريعة سويدية، ولدت في 15 يونيو 1956 في Enskede-Årsta-Vantör ‏ في السويد، وتوفيت في 21 نوفمبر 2015 في ستوكهولم في السويد بسبب سرطان الرئة.

## وصلات خارجية
- ليندا هاغلوند على موقع الاتحاد الدولي لألعاب القوى (الإنجليزية)
- ليندا هاغلوند على موقع أوليمبيديا (الإنجليزية)
- ليندا هاغلوند على موقع اللجنة الأولمبية السويدية (السويدية)
- ليندا هاغلوند على موقع IMDb (الإنجليزية)